# Pallacanestro Olimpia Milano
El Pallacanestro Olimpia Milano, también conocido como EA7 Emporio Armani Milano por motivos de patrocinio, es un club de baloncesto de la ciudad de Milán, capital de la Lombardía. Fundado en 1936 por Adolfo Bogoncelli, es el club de baloncesto más laureado de Italia y uno de los más prestigiosos de Europa. Compite en la Serie A, la máxima división del baloncesto en Italia y en la Euroliga, la máxima competición continental.
Pese a que el nombre oficial del club es Olimpia Milano, a menudo ha sido más conocido por el nombre comercial que se le ha dado en función de los diferentes patrocinadores con los que ha contado. Sus principales nombres comerciales han sido Borletti, Simmenthal, Innocenti, Cinzano, Simac, Tracer, Phillips, Sony, Stefanel y Armani Jeans.

## Equipación
Los colores del Olimpia Milano son el blanco y el rojo. Normalmente la primera equipación es de pantalón y camiseta blanca con ribetes rojos. La segunda equipación es pantalón y camiseta roja con ribetes blancos.

## Patrocinadores
Por motivo de patrocinio, el club ha tenido diversos nombres a lo largo de su historia:
- Borletti (1936–55)
- Simmenthal (1955–73)
- Innocenti (1973–75)
- Cinzano (1975–78)
- Billy (1978–83)
- Simac (1983–86)
- Tracer (1986–88)
- Philips (1988–93)
- Recoaro (1993–94)
- Stefanel (1994–98)
- Sony (1998–99)
- Adecco (1999–02)
- Pippo (2002–03)
- Breil (2003–04)
- Armani Jeans (2004–2011)
- EA7-Emporio Armani (2011–2018)
- AX Armani Exchange (2018–act.)

## Registro por Temporadas
| Temporada | División | Liga    | Posición | Play-Offs        | Copa de Italia de Baloncesto | Competición Europea         |
| --------- | -------- | ------- | -------- | ---------------- | ---------------------------- | --------------------------- |
| 2006-07   | 1        | Serie A | 2        | Semifinales      | Semifinales                  | -                           |
| 2007-08   | 1        | Serie A | 7        | Cuartos de final | –                            | Euroleague Fase de grupos   |
| 2008-09   | 1        | Serie A | 6        | Subcampeones     | –                            | Euroleague Top 16           |
| 2009-10   | 1        | Serie A | 3        | Subcampeones     | Cuartos de final             | Euroleague Fase de grupos   |
| 2010-11   | 1        | Serie A | 3        | Semifinales      | Cuartos de final             | Euroleague Fase de grupos   |
| 2011-12   | 1        | Serie A | 2        | Subcampeones     | Semifinales                  | Euroleague Top 16           |
| 2012-13   | 1        | Serie A | 4        | Cuartos de final | Cuartos de final             | Euroleague Fase de grupos   |
| 2013-14   | 1        | Serie A | 1        | Campeón          | Cuartos de final             | Euroleague Cuartos de final |
| 2014-15   | 1        | Serie A | 1        | Semifinales      | Subcampeones                 | Euroleague Top 16           |
| 2015-16   | 1        | Serie A | 1        | Campeón          | Campeón                      | Euroleague Fase de grupos   |
| 2016-17   | 1        | Serie A | 3        | Semifinales      | Campeón                      | Euroleague Dieciseisavos    |
| 2017-18   | 1        | Serie A | 1        | Campeón          | Cuartos de final             | EuroLeague Dieciseisavos    |
| 2018-19   | 1        | Serie A | 3        | Semifinales      | Cuartos de final             | EuroLeague Fase de grupos   |

## Palmarés

### Títulos internacionales
- 3 Euroliga: 1966, 1987 y 1988.
- 3 Recopa de Europa de Baloncesto: 1971, 1972 y 1976.
- 2 Copa Korac: 1985 y 1993.
- 1 Copa Intercontinental de Baloncesto: 1987.
- 1 Torneo Internacional de Navidad FIBA (denominada Copa latina): diciembre de 1966.

### Títulos nacionales
- 31 Liga Italiana de Baloncesto: 1936, 1937, 1938, 1939, 1950, 1951, 1952, 1953, 1954, 1957, 1958, 1959, 1960, 1962, 1963, 1965, 1966, 1967, 1972, 1982, 1985, 1986, 1987, 1989, 1996, 2014, 2016, 2018, 2022, 2023 y 2024
- 8 Copa Italiana de Baloncesto: 1972, 1986, 1987, 1996, 2016, 2017, 2021 y 2022

## Jugadores Históricos
| - Tomas van den Spiegel - Leon Radošević - Rok Stipčević - Diego Fajardo - Kristjan Kangur - Pops Mensah-Bonsu - Sven Schultze - Ioannis Bourousis - Antonis Fotsis - Giorgos Tsiaras - Massimo Bulleri - Giacomo Galanda - Danilo Gallinari - Alessandro Gentile - Ferdinando Gentile - Jacopo Giachetti - Angelo Gigli - Stefano Mancinelli - Denis Marconato - Massimo Masini - Nicolò Melli - Dino Meneghin - Andrea Michelori - Riccardo Pittis |  | - Ziga Retti - Roberto Premier - Antonello Riva - Stefano Rusconi - Samardo Samuels - Linas Kleiza - Jonas Mačiulis - Marijonas Petravičius - Sergio Antunes Selores Ramos - Goran Jurak - Marko Maravič - Marko Tušek - Dejan Bodiroga - Aleksandar Đorđević - Milenko Tepić - Oleksiy Pecherov - Alex Acker - Ken Barlow - Joe Barry Carroll - Rolando Blackman - Melvin Booker - Bill Bradley - MarShon Brooks - Rickey Brown - Louis Bullock - Antonio Davis |  | - Justin Dentmon - Morris Finley - Lynn Greer - Malik Hairston - David Hawkins - Shawn James - Curtis Jerrells - Warren Kidd - Bob McAdoo - David Moss - Drew Nicholas - Hollis Price - Rod Sellers - Preston Shumpert - James Singleton - Jobey Thomas - Skip Thoren - / Alejandro Montecchia - / Hugo Sconochini - / Jonathan Tabu - / Petar Naumoski - / Yohann Sangare - / Benjamin Eze - / Gregor Fučka - / Nikola Lončar |  | - / J.R. Bremer - / Willie Deane - / Ibrahim Jaaber - / CJ Wallace - / Márquez Haynes - / Jamie Arnold - / Joey Beard - / Dante Calabria - / Mike D'Antoni - / Daniel Hackett - / Mike Iuzzolino - / Mason Rocca - / Casey Shaw - / Maurice Taylor - / Joe Ragland - / Omar Cook - / Keith Langford - / Henry Turner |

David Moss